# Sergio Obeso Rivera
Sergio Obeso Rivera (Xalapa, 31 ottobre 1931 – Coatepec, 11 agosto 2019) è stato un cardinale e arcivescovo cattolico messicano.

## Biografia
Fu ordinato sacerdote nel 1954. Lavorò per 17 anni presso il seminario Messicano. Il 30 aprile 1971 fu nominato vescovo di Papantla.
Il 15 gennaio 1974 fu nominato vescovo titolare di Uppenna e arcivescovo coadiutore di Jalapa, succedette all'arcivescovo metropolita della stessa sede il 12 marzo 1979; nel 1982 fu eletto presidente della conferenza episcopale messicana. Il 10 aprile 2007 papa Benedetto XVI accettò la sua rinuncia al governo pastorale dell'arcidiocesi per raggiunti limiti di età.
Il 20 maggio 2018 papa Francesco annunciò la sua nomina a cardinale nel concistoro del 28 giugno, in cui lo creò cardinale presbitero di San Leone I; il 1º luglio successivo prese possesso del titolo.
È morto a Coatepec l'11 agosto 2019 all'età di 87 anni. In seguito ai solenni funerali celebrati due giorni dopo dal suo successore arcivescovo Hipólito Reyes Larios, è stato sepolto all'interno della cattedrale dell'Immacolata Concezione della Vergine Maria.

## Genealogia episcopale e successione apostolica
La genealogia episcopale è:
- Cardinale Scipione Rebiba
- Cardinale Giulio Antonio Santori
- Cardinale Girolamo Bernerio, O.P.
- Arcivescovo Galeazzo Sanvitale
- Cardinale Ludovico Ludovisi
- Cardinale Luigi Caetani
- Cardinale Ulderico Carpegna
- Cardinale Paluzzo Paluzzi Altieri degli Albertoni
- Papa Benedetto XIII
- Papa Benedetto XIV
- Cardinale Enrico Enriquez
- Arcivescovo Manuel Quintano Bonifaz
- Cardinale Buenaventura Córdoba Espinosa de la Cerda
- Cardinale Giuseppe Maria Doria Pamphilj
- Papa Pio VIII
- Papa Pio IX
- Arcivescovo José María Ignacio Montes de Oca y Obregón
- Arcivescovo Próspero María Alarcón y Sánchez de la Barquera
- Arcivescovo Leopoldo Ruiz y Flóres
- Arcivescovo Luis María Altamirano y Bulnes
- Arcivescovo Octaviano Márquez y Tóriz
- Arcivescovo Emilio Abascal y Salmerón
- Cardinale Sergio Obeso Rivera

La successione apostolica è:
- Arcivescovo Hipólito Reyes Larios (2000)